# Galeopsomyia haemon
Galeopsomyia haemon är en stekelart som först beskrevs av Walker 1847.  Galeopsomyia haemon ingår i släktet Galeopsomyia och familjen finglanssteklar. Inga underarter finns listade i Catalogue of Life.